# Карл Юліус Еберсберг
Карл Юліус Еберсберг (нім. Karl Julius Ebersberg; 7 вересня 1831, Відень, Австрійська імперія — 4 квітня 1870, Вінер-Нойштадт) — австрійський педагог, професор, письменник.

## Життєпис
Народився в сім'ї письменника Йозефа Зигмунда Еберсберга і його дружини Марії Надорі; старший брат Оттокара Франца (1833—1886), письменника і драматурга.
Служив професором історії та географії у Військовій Терезіанській академії у Вінер-Нойштадтському замку і займав цю посаду до своєї смерті. Був членом кількох наукових товариств. Нагороджений золотою медаллю мистецтв і наук.

## Вибрані твори
- Aus dem Wanderbuch eines Soldaten (Штутгарт, 1855)
- оповідання
  - Am Wachtfeuer (1856)
  - Was uns der Abend bringt (1856),
  - «Zur Milares» (1857)
  - Haus-, Hof und Staatsgeschichten (1869)